# Al-Shabaka
Al-Shabaka, The Palestinian Policy Network és un grup de reflexió transnacional independent, la missió del qual és convocar "una xarxa global multidisciplinària d'analistes palestins per produir anàlisis crítiques de polítiques i imaginar col·lectivament un nou paradigma de formulació de polítiques per a Palestina i els palestins a tot el món". L'actual president del consell d'administració d'aquest centre d'estudis palestí és Tareq Baconi, professor visitant a l'Institut d'Orient Mitjà de la Universitat de Colúmbia i professor visitant al Consell Europeu de Relacions Exteriors (ECFR).

## Història
Al-Shabaka es va presentar el 2010 i va ser descrit com "el primer grup de reflexió independent de Palestina". Es va registrar a Califòrnia l'any 2009 com a Middle East Policy Network, fent negocis amb el nom d'Al-Shabaka: The Palestinian Policy Network, i registrant-se a l'Internal Revenue Service dels EUA 501(c)(3) que li va concedir l'estatus oficial el 2013.
Segons Cherine Hussein, acadèmica amb seu a l'⁣Institut Suec d'Afers Internacionals, la presentació d'Al-Shabaka va ser una "iniciativa important" d'"intel·lectuals [palestins]". i es va fer "per posar una veu política palestina més forta al mapa". El seu treball "es dirigeix principalment als palestins preocupats, així com a les comunitats polítiques àrabs i internacionals". En una revisió de literats acadèmics del 2021, l'antropòleg Sa'ed Atshan cità Al-Shabaka com una "proposta futura potencial" a l'"ecosistema" de l'antropologia de Palestina.

## Reconeixement
Al-Shabaka ha aparegut a Global Go To Think Tank Index Report, produït per The Think Tanks and Civil Societies Program (TTCSP) del Lauder Institute a la Universitat de Pennsilvània, des del 2013 al 2020. Al-Shabaka ha ascendit entre el lloc 33 i 35 del rànquing de 85 a "Best Think Tank Network".